# 하비 그라시아
하비 그라시아(스페인어: Javi Gracia, 1970년 5월 1일 ~ )는 스페인의 전직 축구 선수로, 현재 축구 감독이다.